# Моє сторіччя
«Моє сторіччя» — роман Гюнтера Грасса, виданий у 1999 році. 
Цей твір являє собою погляд автора на XX сторіччя у всій його багатогранності. Книга «Моє сторіччя» в першу чергу присвячена історії Німеччини. Вона в оригінальній формі описує важливі події в політиці та економіці, чимало технічних та наукових досягнень, а також зміни у культурному житті німецького суспільства.

## Задум твору
В одному з інтерв'ю Гюнтер Грасс розповів, що задум «Мого сторіччя» прийшов до нього під часи роботи над іншим романом — «Широке поле». Спочатку він планував написати твір з песпективи старої жінки, але поступово ця перспектива стала для нього занадто вузькою.

## Композиція роману
Роман «Моє сторіччя» складається зі 100 новел, написаних у хронологічній послідовності, кожна з яких присвячена одному року з XX сторіччя, починаючи з 1900-го. Новели мають назву року, який вони описують. Кожна з них є історією окремої людини. Ці люди різного віку, походження, з різним соціальним статусом, різними пріоритетами та інтересами, політичними переконаннями та життєвими кредо. Їх об'єднує лише те, що усі вони є дітьми однієї історичної епохи, ім'я якій — XX сторіччя.

## Критика роману
Цей твір Гюнтера Грасса викликав великий інтерес не лише у Німеччині, але і закордоном. Роман був проданий у 27 країнах. Однак відгуки західних критиків на «Моє сторіччя» були досить неоднозначними. Цей твір Грасса називали і вершиною його творчості, і його літературним провалом.

## Особливості книги
Цікаво те, що книга з'явилася у двох виданнях — звичайному та ілюстрованому. В ілюстрованому виданні до кожної новели Грасс особисто намалював акварель, співзвучну з її змістом. Автор зізнався, що іноді малюнки передували новелам.